# Ko-dachi
Ko-dachi (jap. 小太刀) – japońska krótka sieczna broń biała, należąca do grupy tzw. mieczy japońskich (nihon-tō). Ko-dachi używane było przez samurajów w feudalnej Japonii, a jego długość nie przekraczała 60 cm.

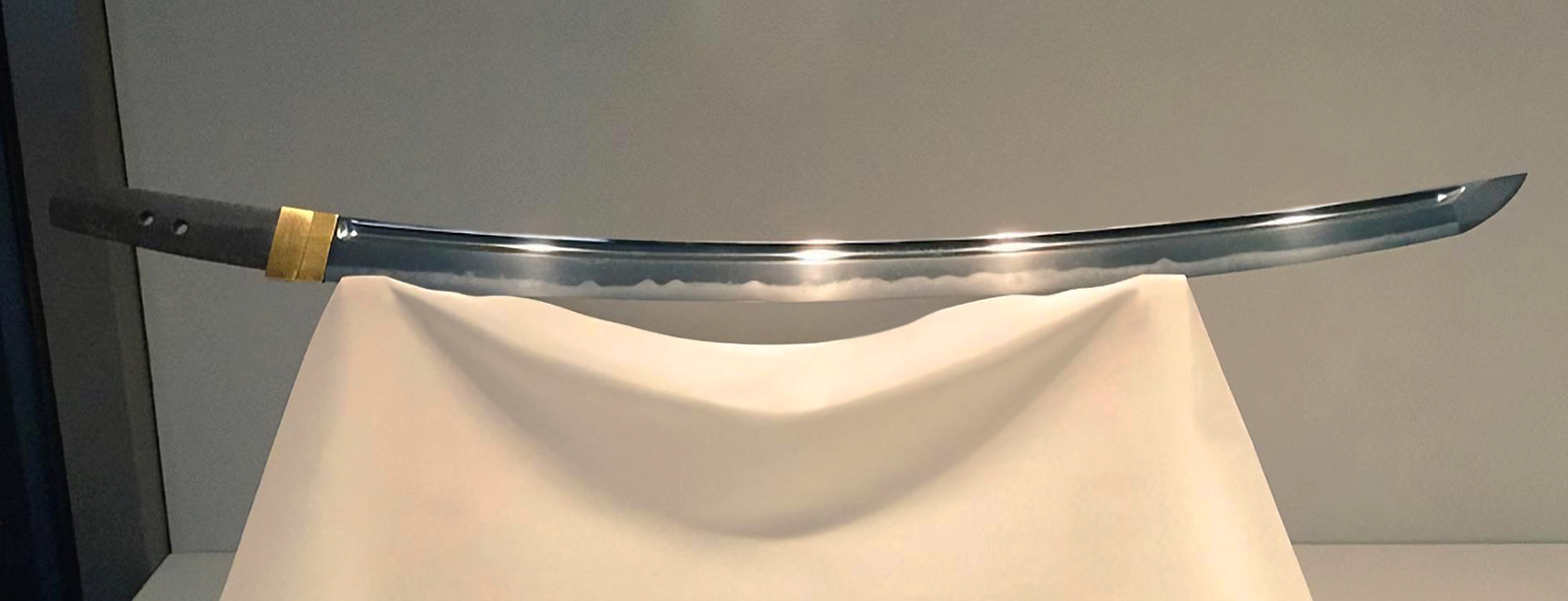
Ko-dachi o nazwie „Hachiya Nagamitsu”, XIII wiek

Ko-dachi (miecz przeznaczony do noszenia z ostrzem skierowanym w dół) jest podobny do wakizashi, choć ich głownie różnią się budową. Ko-dachi był skróconą wersją broni głównej, wakizashi natomiast pełnił rolę broni dodatkowej, pomocniczej. Z tego powodu był wykuwany w stosownej proporcji do katany. Ko-dachi ma większą krzywiznę niż wakizashi i zazwyczaj ma dłuższy uchwyt. Uważa się, że tego rodzaju miecze były noszone razem z tachi, ale jego dokładne przeznaczenie jest nieznane. 
Na zdjęciu prezentowany jest miecz nazywany „Hachiya Nagamitsu”. Według Kyōhō Meibutsu-chō (księga wysokiej jakości produktów w okresie Kyōhō, 1716–1736), nazwa wydaje się pochodzić od dwóch osób. „Wyjętego spod prawa” o imieniu Hachiya, który posiadał ten krótki miecz w okresie Azuchi-Momoyama (1573–1603) oraz mistrza Nagamitsu, miecznika ze szkoły Osafune w prowincji Bizen (ob. część prefektury Okayama), który produkował miecze przez około 30 lat po 1274 roku. 
Przedrostek 小 ko- oznacza „mały”, w tym kontekście – „krótki”. Przedrostek ō- oznacza „duży, wielki”, a w przypadku miecza – „długi”, jak w słowie ō-dachi.